# Rising Force Records
Rising Force Records é a gravadora do guitarrista sueco Yngwie J. Malmsteen.

## Lançamentos
- Far Beyond the Rising Sun (2008)
- Perpetual Flame (2008)
- Angels of Love (2009)
- High Impact (2009)
- Relentless (2010)

## Links
- Página oficial da gravadora